# Айнтопф
{{{Текст}}}
А́йнтопф (нім. Eintopf — букв. «один горщик», обід з одної страви) — страва німецької кухні, що заміняє собою першу і другу страву. У цій страві варяться в одній ємності практично всі продукти, які є під рукою.
Айнтопф — це густий суп, який вариться на воді або бульйоні. Інгредієнтами можуть бути: овочі — картопля, морква, бруква, а також різні види капусти (білокачанна, цвітна, брюссельська, броколі) тощо; бобові — горох, сочевиця, квасоля, стручки зеленої квасолі тощо; крупи, хліб, макаронні вироби (шпецле в «гайсбургському марші»), м'ясо, копченості (наприклад, касселер, сосиски) або інші м'ясні продукти (нирки, гусячі стегенця та ін.). Айнтопф готують навіть з рибою або сардельками. Відмінно вписуються в суп гриби і зелень, а також макаронні вироби і сухарики.
Вважається, що цей наваристий суп має селянське походження. Айнтопф був створений із метою смачно й ситно нагодувати всю сім'ю однією стравою.
Традиційно айнтопф готують не тільки в Німеччині, а й у Бельгії, Іспанії та Франції, Угорщині. У бельгійський айнтопф часто додають світле пиво.

У гітлерівській Німеччині в пропагандистських цілях був затверджений офіційний рецепт айнтопфа, що став, за словами автора праці про мову Третього Рейху Віктора Клемперера, одною стравою для всіх, народною спільністю в галузі самого повсякденного і необхідного:
Айнтопф — всі ми їмо тільки те, що скромно зварено в одному горщику, всі ми їмо з одного і того ж горщика…
З 1 жовтня 1933 року в Німеччині була оголошена щомісячна пропагандистська акція «Недільний айнтопф»: німецький народ в одну з неділь місяця повинен був проявляти солідарність і готувати на обід тільки айнтопф. Місцеві партійні працівники НСДАП обходили будинки й збирали внески на користь «Зимової допомоги» в розмірі 50 пфенігів, які, як вважають в керівництві становить різницю у витратах між звичайним недільним обідом і айнтопфом. У фільмі М. І. Ромма «Звичайний фашизм» айнтопф згаданий під назвою «спільний суп» як один зі звичаїв, якими нацисти згуртовували націю.
Айнтопф не втратила свого загальнонаціонального значення і в сучасній Німеччині. Федеральний канцлер Німеччини Ангела Меркель в червні 2004 року в своїй промові перед робітницями сільського господарства в Гессені підкреслила значення таких старих добрих речей, як приготування картоплі або айнтопфа в епоху поширення глобалізації та комп'ютеризації.
Під час передвиборчої кампанії 2009 року Ангела Меркель на каналі RTL повідомила, що вміє готувати картопляний суп і любить справжній айнтопф.